# Sebastian Nowak (ur. 1975)
Sebastian Nowak (ur. 16 maja 1975 w Poznaniu) – polski piłkarz występujący na pozycji obrońcy.
Nowak swoją karierę rozpoczął w Polonii Leszno. W przeciągu dwóch pierwszych lat swej profesjonalnej kariery Nowak wystąpił jeszcze w 3 klubach: Olimpii Poznań, Lechii Gdańsk i Polonii Warszawa. W 1996 roku przeszedł do Stomilu Olsztyn, w którym w trakcie dwóch sezonów rozegrał ponad 50 spotkań, w których zdobył 3 bramki. Dobra postawa Nowaka zaowocowała w 1998 roku transferem do Legii Warszawa. W czasie prawie czterech lat spędzonych w Warszawie wystąpił w tylko 20 meczach ligowych w tym w sezonie 2001/2002, kiedy to Legia zdobyła mistrzostwo kraju oraz puchar ligi. Przez pewien czas Nowak był wypożyczony do Odry Opole. W 2003 roku piłkarz został zawodnikiem Aluminium Konin. Po roku zmienił klub na RKS Radomsko, a następnie na jesieni 2004 roku na Kanię Gostyń. W żadnym z tych klubów nie odniósł większych sukcesów.